# 조안초등학교
조안초등학교는 대한민국 경기도 남양주시에 있는 공립 초등학교이다.

## 학교 연혁
- 1939년 7월 3일: 조안공립심상소학교 개교
- 1939년 7월 11일: 송촌간이학교 설립

조안 공립 학교로 개명
송촌분교->송촌 국민학교
조안 초등학교
학교 도서관 개관
예술꽃 씨앗,새싹 학교 지정
혁신 학교 지정
다목적 체육관 공사 착공
6학급 편성(전교생:82/유치원 휴원)
제22대

## 참고 자료
- 조안초등학교 - 한국교육학술정보원 학교알리미